# Acda en de Munnik
Acda en de Munnik est un groupe néerlandais de pop. Il est composé de Thomas Acda et Paul de Munnik. Les textes traitent souvent de l'amour, de l'amitié, de la mort et de la vie. Le duo fait du chant ludique et parfois harmonieux entre les deux chanteurs sa marque de fabrique. Acda et de Munnik comptent neuf albums studio, dont les deux premiers sont toujours très populaires. Niet of nooit geweest est le grand succès du duo en 1998. D'autres chansons populaires sont Het regen zonnestralen, De kapitein deel II, Lopen tot de zon komt, Ren Lenny ren et Als het vuur gedoofd is,,,. Avec Van Dik Hout, ils forment le groupe De Poema's. En 2015, Acda et De Munnik quittent leur duo, avant de se reformer en 2023.
Outre Thomas Acda et Paul de Munnik, David Middelhoff est un membre permanent du groupe depuis le premier album en 1997. Acda joue de la guitare et parfois de l'harmonica sur de nombreuses chansons, qu'il appelle systématiquement harpe à bouche. De Munnik joue souvent du piano. Middelhoff s'occupe de la guitare basse et d'autres guitares. Le batteur Kasper van Kooten et le claviériste Diederik van Vleuten jouent sur les trois premiers albums. Depuis 2002, ils sont remplacés par le guitariste et claviériste JB Meijers et le batteur Dave van Beek. Angelo de Rijke devient guitariste en 2011. 

## Histoire
Thomas Acda et Paul de Munnik se rencontrent pour la première fois à la Kleinkunstacademie d'Amsterdam en 1989. Ils font d'abord de la musique ensemble dans le sous-sol du bâtiment situé sur Keizersgracht. Deux ans plus tard, ils réalisent ensemble un programme théâtral complexe intitulé Waarom zweeg Sam? En 1993, ils réalisent ensemble une production de fin d'études : Spectacle coupé. Cette production leur vaut le prix Pisuisse, un prix d'encouragement pour les talents prometteurs. 
Entre-temps, Acda joue avec David Middelhoff et Sander Donkers, entre autres, dans un groupe appelé Herman & Ik, qui jouait de la pop et rock. Acda quitte ce groupe en 1994 pour se consacrer à plein temps à la musique et au théâtre avec De Munnik. Certaines des chansons qu'Acda jouait déjà avec Herman en Ik sont ensuite reprises sur des albums d'Acda et de Munnik.
Le 21 janvier 2016, le duo se produit encore une fois lors du De Vrienden van Amstel LIVE! Le samedi 14 octobre 2017, le duo se produit lors du service commémoratif du bourgmestre Eberhard van der Laan. Acda et De Munnik ne se voient pratiquement plus pendant quelques années, et sortent tous deux des œuvres en solo, ainsi que plusieurs collaborations avec d'autres artistes.
À partir de 2020, les deux hommes se cherchent plus souvent. Ils se rencontrent également à plusieurs reprises sur et autour de la scène. En 2020, 2021, 2022 et 2023, ils sont tous deux dans Vrienden van Amstel LIVE, et ils font également tous deux partie des Streamers depuis 2021. En 2021, avec Maan et Typhoon, ils sortent le single Als ik je weer zien, non pas sous le nom d'Acda en de Munnik, mais sous leurs noms séparés.

## Discographie notable

### Albums studio
- 1997 : Acda en de Munnik (1er des charts néerlandais[9])
- 1998 : Naar huis (1er des charts néerlandais[9])
- 2000 : Hier zijn (2e des charts néerlandais[9])
- 2002 : Groeten uit Maaiveld (1er des charts néerlandais[9])
- 2004 : Liedjes van Lenny (1er des charts néerlandais[9] ;  Or)
- 2007 : Nachtmuziek (3e des charts néerlandais[9])
- 2009 : Jouw leven lang bij mij'
- 2012 : ’t Heerst
- 2023 : AEDM (triple  Or)

### Albums live
- 1998 : Op voorraad
- 2001 : Live